# 須田亞香里
須田亞香里（日语：須田 亜香里，1991年10月31日—）是日本偶像藝人，為女子偶像團體SKE48前成员，原Team E隊長，名古屋市出身，所屬經紀公司為TWIN PLANET ENTERTAINMENT。

## 經歷
- 2009年11月1日 - SKE48第3期生選拔合格。
- 2010年2月27日 - 和同期的木下有希子一同昇格至Team S。
- 2011年6月9日 - 22nd總選舉第36名。
- 2012年6月6日 - 27th總選舉第29名。
- 2013年4月13日 - 名古屋演唱會組閣移籍Team KII。
- 2013年6月8日 - 於「AKB48第32張單曲選拔總選舉」中以43,252票獲得第16名，初次進入AKB總選舉的選拔組。
- 2014年2月24日 - 於「AKB48集團大組閣祭」上獲宣布移籍Team E，並擔任該分隊的隊長[2]。
- 2014年6月7日，於「AKB48第37張單曲選拔總選舉」中以48,182票獲得第10名。[3]
- 2015年6月6日，於「AKB48第41張單曲選拔總選舉」中以43,665票獲得第18名，跌出選拔組，本人因此在開票儀式的得獎感言上嚎啕大哭。
- 2016年6月18日，於「AKB48第45張單曲選拔總選舉」中以69,159票獲得第7名，也是繼松井珠理奈、松井玲奈後SKE48第三位進入神7的成員（「神7」指歷屆AKB總選舉的得票前七名，在人氣與知名度上具有指標意義）。
- 2017年2月1日，在個人SHOWROOM頻道上宣布所屬經紀公司將從AKS移籍至TWIN PLANET[4]，稍後於同年4月1日正式移籍[5]。
- 2017年3月24日，所著的AKB48家族第一本自我啟發書《自卑力～為什麼能爬出逆境？～》（コンプレックス力〜なぜ、逆境から這い上がれたのか?〜）由產經新聞出版（日语：産経新聞出版）發行[6]。
- 2017年6月17日，於「AKB48第49張單曲選拔總選舉」中以63,124票獲得第6名，連續兩年在AKB總選舉中進入神7。
- 2018年6月16日，於「AKB48第53張單曲世界選拔總選舉」中以154,011票獲得第2名，連續三年在AKB總選舉中進入神7，並首次進入top3。
- 2019年10月29日，SKE48在官方SHOWROOM頻道上公布第26張單曲的選拔名單，須田首次成為單曲的Center（中心成員）。
- 2022年5月30日发表毕业，9月24日举办毕业演唱会，11月1日在剧场毕业，11月13日握手会毕业，活动结束。

## 人物
- 公演時的口號為「勇氣凜凜 亞香鈴鈴 大家也一起來....（此時觀眾們會一起喊）亞香鈴鈴☆!!!」。
- SKE48中唯一左撇子的成員。
- 與當時同為3期的研究生木下有希子一起在非常短的時間內自研究生升格為正式成員。
- 特技為從五歲開始一直練了10多年的芭蕾，曾在日本全國芭蕾大賽拿下第二名。其因芭蕾練出來的強大的柔軟度成為其一大看點，朝日電視台在2013年播出的第三回柔軟度女王節目，下腰通過28公分高度；在第五回柔軟度女王比賽時與AKB48代表平田梨奈混戰至驚人的下腰19公分高度後落敗，失去柔軟女王寶座。
- 2010年4月開始就讀大學。
- 由於童顏的關係，時常被人誤認為國中生[7]。
- 喜歡的食物為炸雞[7]。
- 由於在握手會的表現非常出眾，更有被成員稱讚過“只要握過一次手便會喜歡上她”，所以有“握手會女王”、“釣師”（釣り師）等稱號。
- 隨著松村香織在2019年5月2日畢業，成為SKE48唯一的現役3期生暨最年長成員。

## 参与歌曲演出
SKE48名义
|      | 發行日期       | 單曲名稱                | 參與歌曲名稱            | 名義                 | 收錄於         | 备注           |
| ---- | -------------- | ----------------------- | ----------------------- | -------------------- | -------------- | -------------- |
| 2nd  | 2010年3月24日  | 蓝天下的单相思          | 蹦极宣言                | Team B.L.T           | 全版本         | 出道曲         |
| 3rd  | 2010年7月7日   | 抱歉、SUMMER            | 少女在盛夏会做什么？    | Under Girls A        | Type-A         |                |
| 4th  | 2010年11月17日 | 1！2！3！4！ 請多關照！ | 1！2！3！4！ 请多关照！ |                      | 全版本         | A面曲 初次选拔 |
| 4th  | 2010年11月17日 | 1！2！3！4！ 請多關照！ | 青春好难为情            | 红组                 | Type-B         |                |
| 5th  | 2011年3月9日   | 萬歲Venus               | 万岁Venus               |                      | 全版本         | A面曲          |
| 6th  | 2011年7月27日  | 翡翠色的沙灘裙          | 翡翠色的沙滩裙          |                      | 全版本         | A面曲          |
| 6th  | 2011年7月27日  | 翡翠色的沙灘裙          | 积木的时间              | 全体成员             | 全版本         |                |
| 7th  | 2011年11月9日  | Okey Dokey              | Okey Dokey              |                      | 全版本         | A面曲          |
| 7th  | 2011年11月9日  | Okey Dokey              | 初恋的平交道            | 全体成员             | 全版本         |                |
| 8th  | 2012年1月25日  | 單戀Finally             | 单恋Finally             |                      | 全版本         | A面曲          |
| 8th  | 2012年1月25日  | 單戀Finally             | 今天之前的事、今后的事  | 全体成员             | 全版本         |                |
| 9th  | 2012年5月16日  | I love you 我愛你！     | I love you 我爱你！     |                      | 全版本         | A面曲          |
| 10th | 2012年9月19日  | 接吻可是左撇子          | 接吻可是左撇子          |                      | 全版本         | A面曲          |
| 11th | 2013年1月30日  | 巧克力的奴隶            | 巧克力的奴隶            |                      | 全版本         | A面曲          |
| 11th | 2013年1月30日  | 巧克力的奴隶            | 摩托车与侧车            | 14克拉名义           | Type-B和剧场版 |                |
| 12th | 2013年7月17日  | 美麗的閃電              | 美丽的闪电              |                      | 全版本         | A面曲          |
| 12th | 2013年7月17日  | 美麗的閃電              | 只有两个人的游行        | Team KII 名义        | Type-B         |                |
| 13th | 2013年11月20日 | 赞成卡哇伊！            | 赞成卡哇伊！            |                      | 全版本         | A面曲          |
| 13th | 2013年11月20日 | 赞成卡哇伊！            | 这里来一发              | Dasu ＆Tsuma 名义    | Type-A         |                |
| 13th | 2013年11月20日 | 赞成卡哇伊！            | 道路为什么继续下去？    | 这就是爱知！Project  | 全版本         |                |
| 13th | 2013年11月20日 | 赞成卡哇伊！            | 一直一直在前方的今天    | 精选18               | 全版本         |                |
| 14th | 2014年3月19日  | 未來是什麼？            | 未来是什么？            |                      | 全版本         | A面曲          |
| 14th | 2014年3月19日  | 未來是什麼？            | GALAXY of DREAMS        | GALAXY of DREAMS     | Type-A         |                |
| 14th | 2014年3月19日  | 未來是什麼？            | Mayflower               | 九龙娘               | 全版本         |                |
| 14th | 2014年3月19日  | 未來是什麼？            | S子与测谎器             | Team KII             | Type-C         |                |
| 15th | 2014年7月30日  | 笨拙的太陽              | 笨拙的太陽              |                      | 全版本         | A面曲          |
| 15th | 2014年7月30日  | 笨拙的太陽              | Coming Soon             | 赛艇选拔             | 全版本         |                |
| 15th | 2014年7月30日  | 笨拙的太陽              | 就只是朋友              | 精选10               | 全版本         |                |
| 15th | 2014年7月30日  | 笨拙的太陽              | 香蕉革命                | Team E               | Type-C         |                |
| 15th | 2014年7月30日  | 笨拙的太陽              | 梦想比恋爱更重要        | Dasu・Tsuma&Nita     | Type-D         |                |
| 16th | 2014年12月10日 | 12月的袋鼠              | 12月的袋鼠              |                      | 全版本         | A面曲          |
| 16th | 2014年12月10日 | 12月的袋鼠              | I Love AICHI            | 爱知TOYOTA选拔       | 全版本         |                |
| 16th | 2014年12月10日 | 12月的袋鼠              | 青春咖喱饭              | Team E               | Type-C         |                |
| 17th | 2015年3月31日  | 風情萬種塞車中          | 風情萬種塞車中          |                      | 全版本         | A面曲          |
| 17th | 2015年3月31日  | 風情萬種塞車中          | 我都知道                | DOCUMENTARY of SKE48 | Type-B         |                |
| 17th | 2015年3月31日  | 風情萬種塞車中          | 靜音的電視機            | Team E               | Type-C         |                |
| 18th | 2015年8月12日  | 向前衝                  | 向前衝                  |                      | 全版本         | A面曲          |
| 18th | 2015年8月12日  | 向前衝                  | 漫長夢境的迷宮          | Team E               | Type-C         |                |
| 19th | 2016年3月30日  | 膽小鬼LINE              | 膽小鬼LINE              |                      | 全版本         | A面曲          |
| 19th | 2016年3月30日  | 膽小鬼LINE              | Is that your secret?    | Team E               | Type-C         |                |
| 19th | 2016年3月30日  | 膽小鬼LINE              | 漫旅途中                | 宫澤佐江和朋友們     | Type-D         |                |
| 19th | 2016年3月30日  | 膽小鬼LINE              | 沒有望遠鏡的天文台      | Passion For You 選抜 | 全版本         |                |
| 20th | 2016年8月17日  | 金之愛、銀之愛          | 金之愛、銀之愛          |                      | 全版本         | A面曲          |
| 20th | 2016年8月17日  | 金之愛、銀之愛          | Happy Ranking           | Rankingirls2016      | Type-A         |                |
| 21st | 2017年7月19日  | 意外是芒果              | 意外是芒果              |                      | 全版本         | A面曲          |
| 21st | 2017年7月19日  | 意外是芒果              | 奇蹟的流星雨            | Passion For You選拔  | 全版本         |                |
| 21st | 2017年7月19日  | 意外是芒果              | 俺得                    | Team E               | Type-C         | 初Center       |
| 22nd | 2018年1月10日  | 無意識的色彩            | 無意識的色彩            |                      | 全版本         | A面曲          |
| 22nd | 2018年1月10日  | 無意識的色彩            | We're Growing Up        | Passion For You選拔  | Type-A         |                |
| 22nd | 2018年1月10日  | 無意識的色彩            | 破曉的野狼              | SAGAMI CHAIN選拔     | Type-B         |                |
| 23rd | 2018年7月4日   | 突如其來Punchline       | 突如其來Punchline       |                      | 全版本         | A面曲          |
| 23rd | 2018年7月4日   | 突如其來Punchline       | 花香交響曲              | Passion For You選拔  | 全版本         |                |
| 23rd | 2018年7月4日   | 突如其來Punchline       | 你是彈珠汽水            | Team E               | Type-C         | Center         |
| 24th | 2018年12月12日 | Stand by you            | Stand by you            |                      | 全版本         | A面曲          |
| 24th | 2018年12月12日 | Stand by you            | 入口                    | Team E               | Type-C         | Center         |
| 24th | 2018年12月12日 | Stand by you            | 神不會拋下你            |                      | 劇場盤         |                |
| 25th | 2019年7月24日  | FRUSTRATION             | FRUSTRATION             |                      | 全版本         | A面曲          |
| 26th | 2020年1月15日  | 也是有這樣的對吧？      | 也是有這樣的對吧？      |                      | 全版本         | A面曲 Center   |
| 27th | 2021年2月3日   | 墜入愛河Flag            | 墜入愛河Flag            |                      | 全版本         | A面曲          |
| 28th | 2021年9月1日   | 找到了那時候的你        | 找到了那時候的你        |                      | 全版本         | A面曲          |
| 29th | 2022年3月9日   | 心中的Flower            | 心中Flower              |                      | 全版本         | A面曲          |
| 30th | 2022年10月5日  | 絕對Inspiration         | 絕對靈感                |                      | 全版本         | A面曲          |
| 30th | 2022年10月5日  | 絕對Inspiration         | 我的行走方法            |                      | Type-A         | 畢業曲         |

## 劇場公演組合曲
TeamS 3rd Stage 「制服の芽」公演
- 女の子の第六感（1st UNIT）
- 万華鏡（2nd UNIT）

TeamKII 4th Stage 「シアターの女神」公演
- キャンディー

TeamE 4th Stage 「手をつなぎながら」公演
- 雨のピアニスト

## 出演

### 綜藝節目
- 在這裡！！旅人們（日语：地元応援バラエティ このへん!!トラベラー）（2010年3月15日・22日、福岡放送）
- 週刊AKB（2010年4月9日、東京電視台）
- AKBINGO!（2010年6月2日 - 16日、日本電視台）
- 知って解決!SKEっとネット（2010年8月2日、NHK名古屋）
- よゐこ部（2010年9月21日、毎日放送)

### 广播
- SKE48 観覧車へようこそ!!（2010年2月15日・3月22日、CBC電台）

### 演唱会
- 名古屋一揆（2009年12月25日、Zepp Nagoya）
- AKB48 リクエストアワーセットリストベスト100 2010 with アメーバピグ（2010年1月22日、SHIBUYA-AX）
- AKB48 満席祭り希望 賛否両論（2010年3月24日・25日、横滨体育馆）
- SKE48 傳說、開始了！  （2010年4月29日、Zepp Nagoya）
- AKB48 AKB48演唱會 沒有驚喜（2010年7月10日・11日、代々木第一体育館）
- SKE48 重溫時間 最佳曲目30 2010 哪個是神曲?（2010年7月31日、名古屋センチュリーホール）

### 電視
- 《馬路須加學園4》 （2015年1月20日 - 3月31日，日本電視台）- 飾 釣師（ツリシ）
- 《馬路須加學園5》（2015年8月25日 - ，日本電視台、Hulu）- 飾 釣師（ツリシ）
- 《豆腐職業摔角》（2017年1月22日 - 7月2日，朝日電視台）- 飾 章魚須田（オクトパス須田）

## 書籍

### 著作
- 《自卑力～為什麼能爬出逆境？～》（コンプレックス力〜なぜ、逆境から這い上がれたのか?〜；2017年3月24日發行，產經新聞出版（日语：産経新聞出版））ISBN 978-4-8191-1301-4[6]

### 寫真集
- 《須田亞香里寫真集　變可愛的方法》（須田亜香里写真集 可愛くなる方法；2018年8月22日發行，攝影：根本好伸（日语：根本好伸），學研Plus（日语：学研プラス）[8]）ISBN 978-4-0540-6648-9

### 雜誌連載
- TVnavi（日语：TVnavi）（產經新聞出版）
  - 須田亞香里的做法（2014年3月24日 - 12月18日）[9]
  - 自卑須田（2015年1月24日 - ）[10]
- EX大衆（日语：週刊大衆）（2015年1月15日 - 2016年5月14日，雙葉社） - 魁!須田塾大學